# Silvio Meletti (azienda)
 La Ditta Silvio Meletti S.r.l. è un'azienda italiana nata nel 1870 ad Ascoli Piceno da Silvio Meletti, che si occupa della produzione e distribuzione di bevande alcoliche.

## Storia

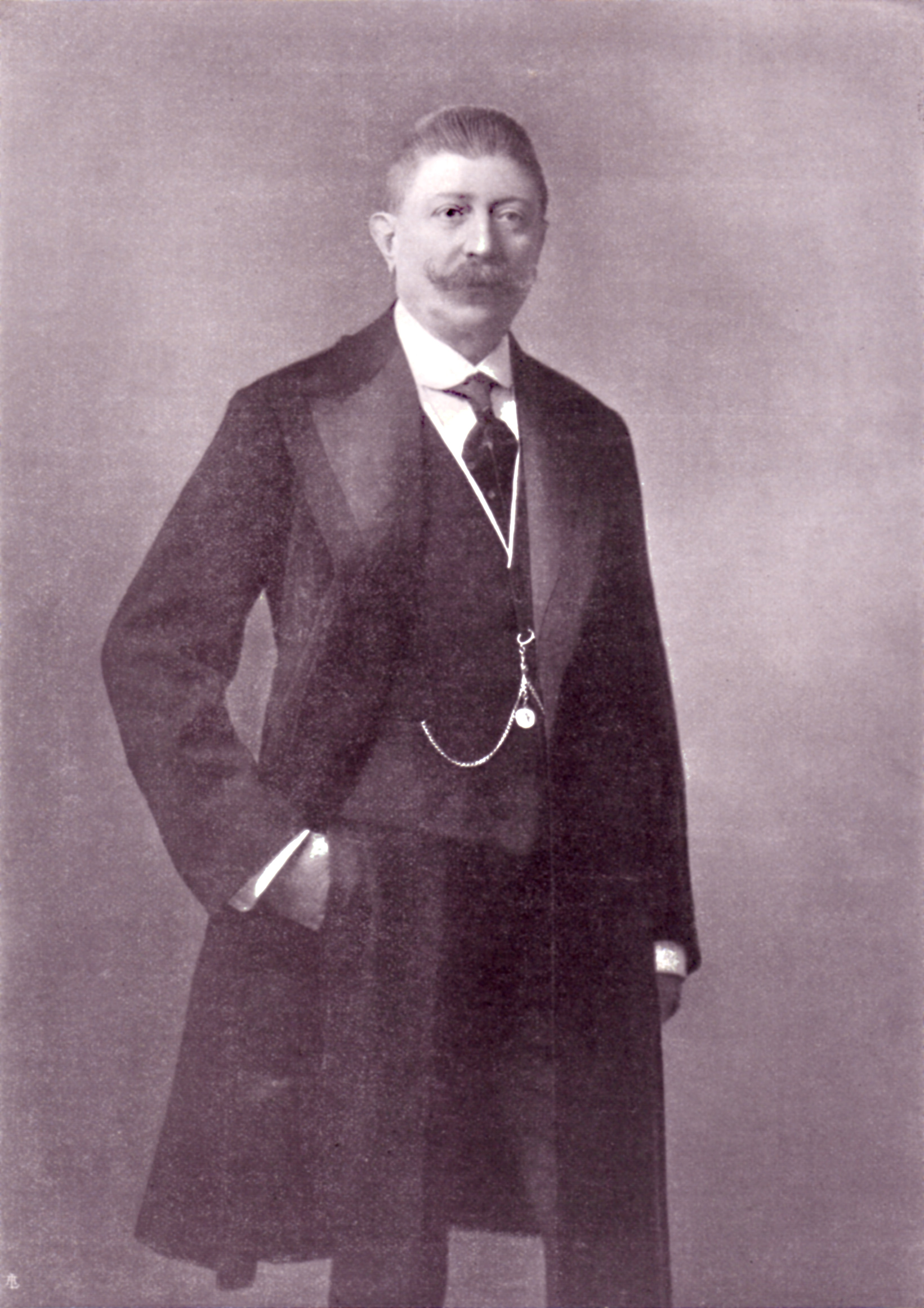
Silvio Meletti, fondatore dell'azienda

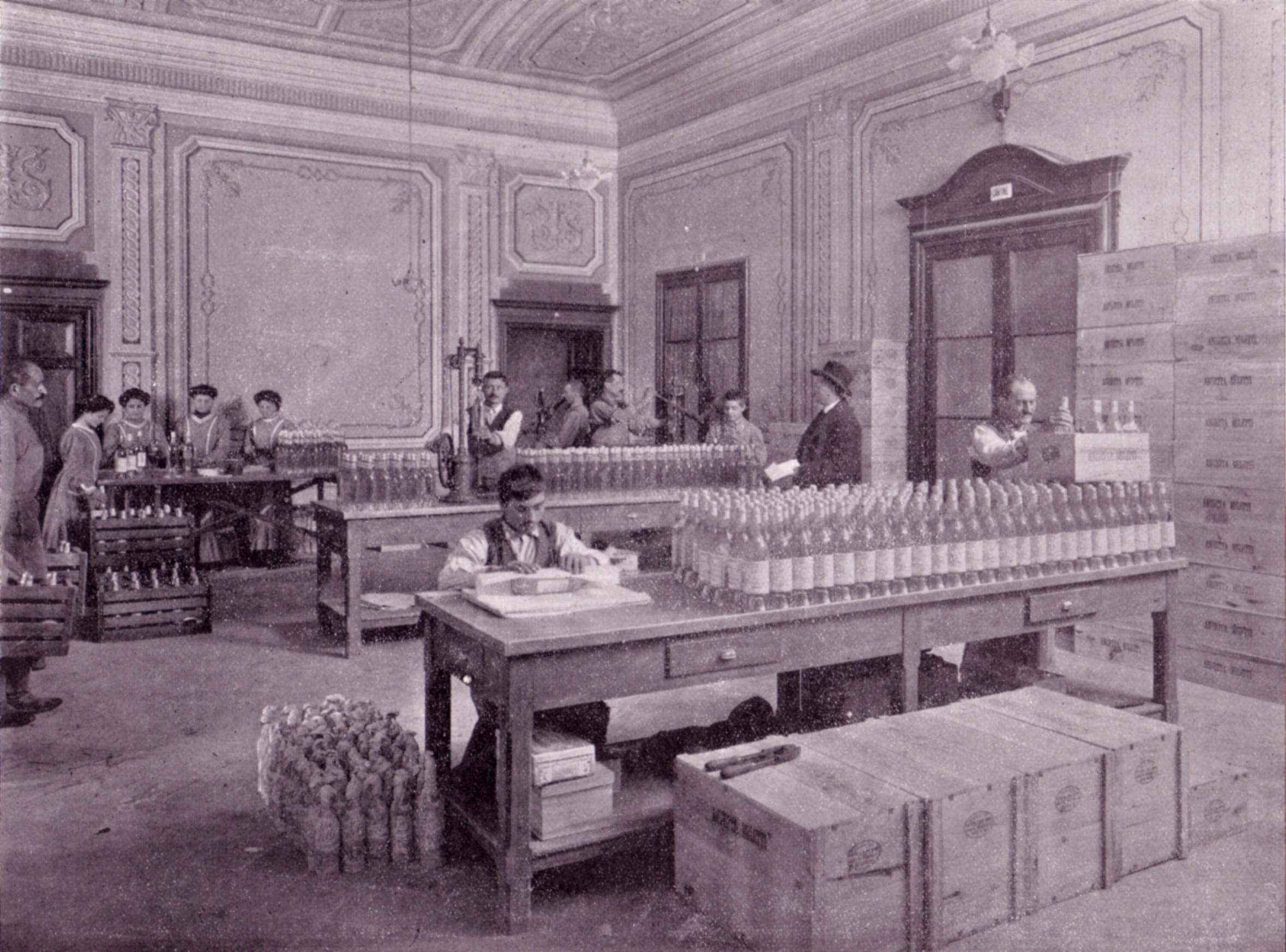
Linea di imbottigliamento Meletti durante i primi anni del Novecento

La Ditta Silvio Meletti nacque il 20 settembre 1870, stesso giorno della presa di Roma, ad Ascoli Piceno per volere di Silvio Meletti. Prima di dare vita all'azienda, Silvio fu costretto a lasciare gli studi per aiutare la madre nel negozio di famiglia, dove si vendeva anche un distillato casareccio all'anice. Dopo aver studiato distilleria in un libro francese del XVIII secolo, perfezionò la ricetta del liquore, dando così vita all'anisetta Meletti, prodotta con l'anice verde (pimpinella anisum). Una volta perfeziona la ricetta, nel 1870 venne fondata l'azienda e per ottenere visibilità, Silvio adottò l'autopromozione. L'azienda, diventata famosa a livello europeo partecipando all'expo 1878, subì una leggera crisi a partire dal 1896, quando Silvio venne colpito da una malattia. Per evitarne la chiusura, iniziò a consegnare cioccolatini per l'azienda dolciaria Venchi, approfittandone per distribuire e far circolare il suo liquore. Dopo la prima guerra mondiale, Silvio venne affiancato dal figlio Aldo. All’inizio della sua attività produceva anche grappa. 
Agli inizi del XX secolo, Silvio acquistò a Piazza del Popolo l'edificio delle poste e telegrafi, dando così vita al Caffè Meletti (1903) e decise di trasferire l'azienda nei pressi della stazione di Ascoli Piceno (1904). Nel periodo seguente al proibizionismo, la Ditta Meletti esportò le sue produzioni in America, per poi ricevere l’attribuzione di fornitura ufficiale dal Re d'Italia Vittorio Emanuele III, con concessione del brevetto di Fornitori della Real Casa (brevetto n.187).
Il 23 novembre 2019 l'azienda viene premiata dal Gruppo del Gusto dell'Associazione della Stampa Estera Italia e il 20 ottobre 2021 è stata riconosciuta nel Registro Speciale dei Marchi Storici di interesse nazionale, istituito dall'Ufficio italiano brevetti e marchi del Ministero dello sviluppo economico.
Moltissimi i poster e le pubblicità che nel corso degli anni sono stati usati per promuovere il brand Meletti; quasi tutti realizzati da firme prestigiose: Marcello Dudovich, Giovanni Mingozzi, Remo Muratore, Giorgio Muggiani, Bruno Bellesia, Erberto Carboni, Riccardo Guasco. L’azienda vanta una delle primissime pubblicità video a colori che veniva proiettata nei cinema italiani nel 1953. Per il 150º compleanno è stato pubblicato il libro Meletti, l’Aristocrazia dei Liquori Italiani, premiato nell’edizione Premio OMI 2020 dell'Osservatorio Monografie d'impresa con la menzione speciale per la valorizzazione dell'heritage aziendale.

## Elenco dei prodotti

### Liquori

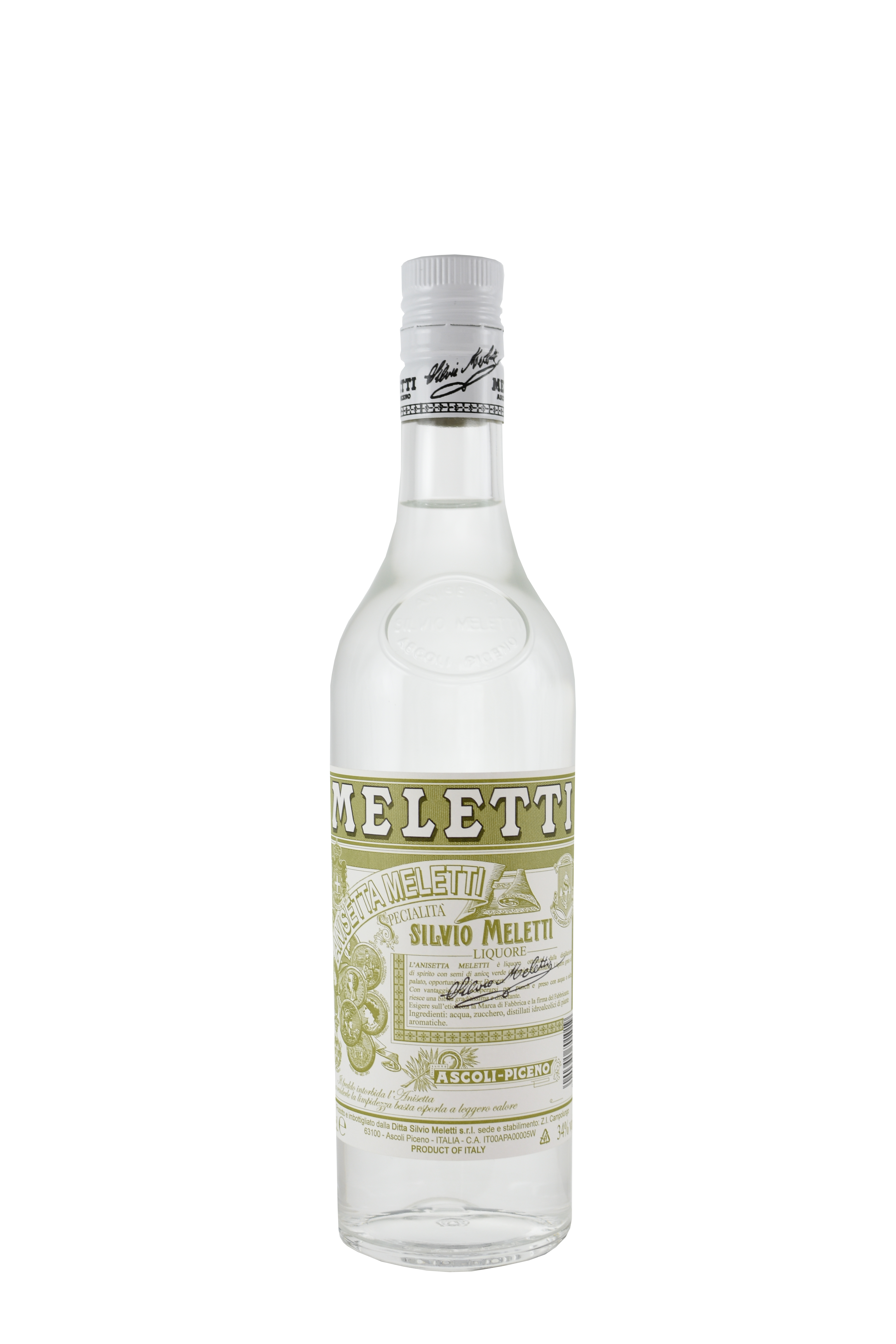
Anisetta Meletti

- Amaro Meletti
- Anisetta Meletti
- Anisetta Meletti Dry
- Aperitivo
- Bagne
- Caffè Meletti
- Creola
- Fernet
- Limoncello
- Liquore di genziana
- Mistrà
- Punch al cioccolato
- Punch al mandarino
- Punch all'arancio
- Punch Creola
- Punch Piceno
- Rosolio
- Sambuca

### Dolci
- Bon bon
- Cioccolato
- Ciocoliva
- Colomba
- Fondente
- Golosi
- Liquorini
- Panettone
- Tavolette
- Torroncini
- Torroni

## Curiosità

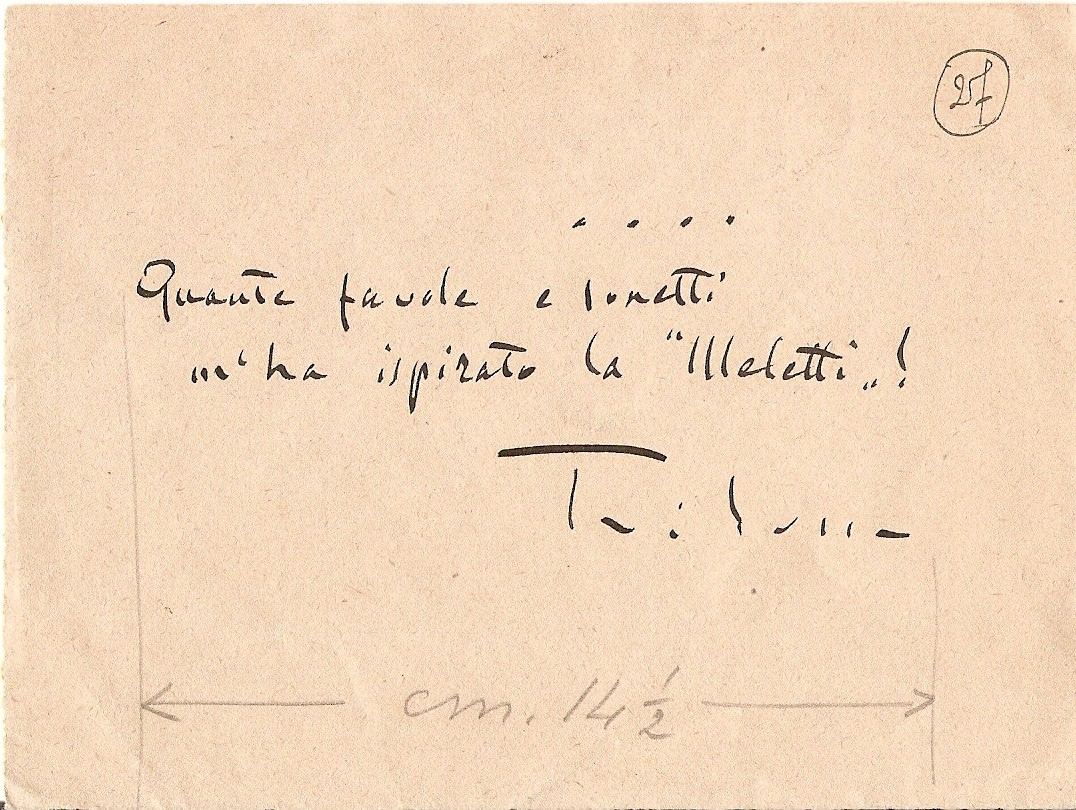
Poesia di Trilussa dedicata all'Anisetta Meletti

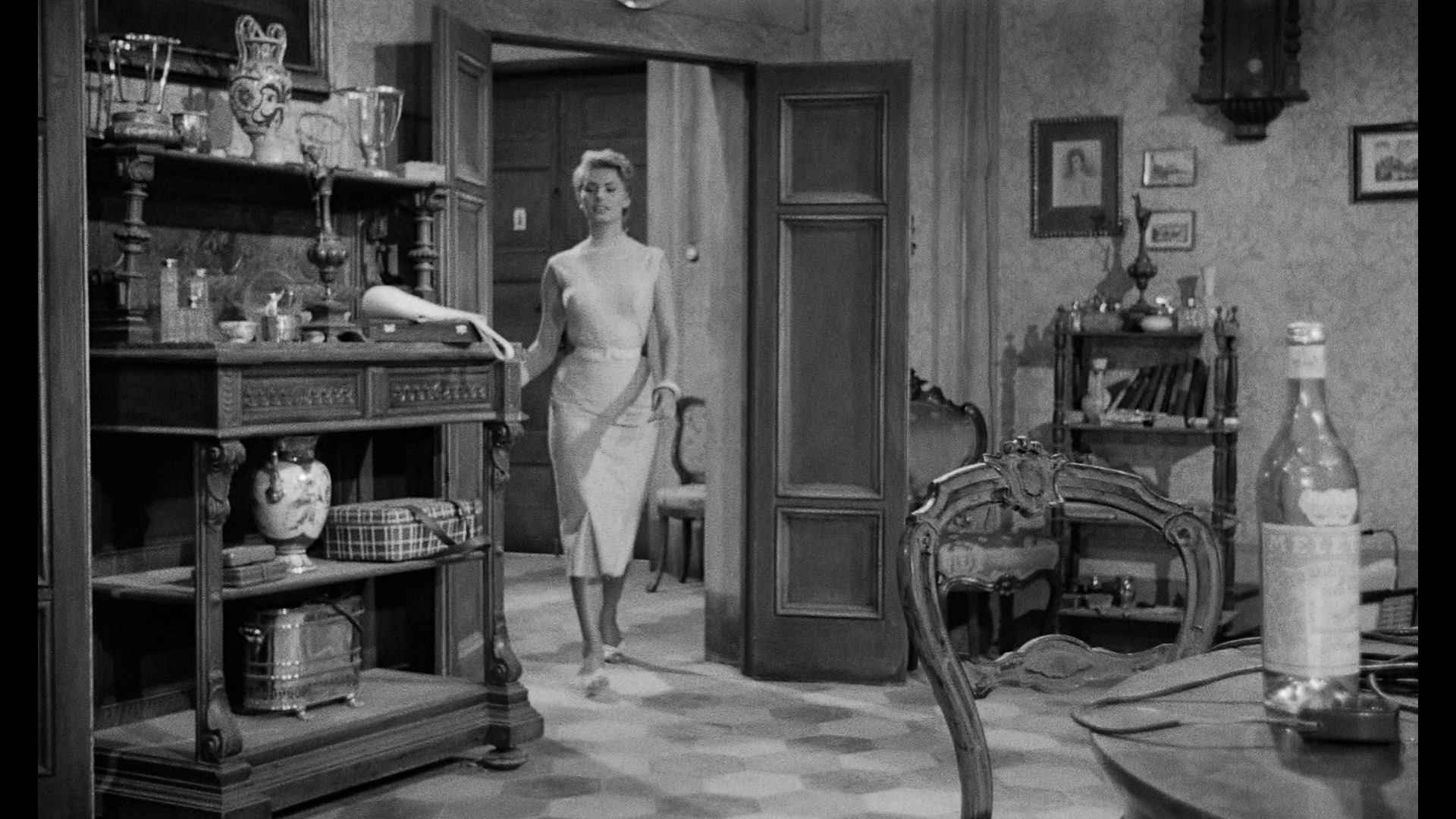
"Peccato che sia una canaglia" (1954). Si possono vedere Sophia Loren e la bottiglia di Anisetta Meletti sul tavolo

- Il poeta romano Trilussa scrisse "Quante favole e sonetti m’ha ispirato la Meletti";
- In una scena del film di Alessandro Blasetti, Peccato che sia una canaglia del 1954, Vittorio De Sica insieme a Sophia Loren invitano Marcello Mastroianni a rimanere a casa per farsi un’Anisetta Meletti;
- Un riferimento all'Anisetta Meletti si trova al capitolo 3 del romanzo di Carlo Emilio Gadda, Quer pasticciaccio brutto de via Merulana;
- Nell’ultima puntata della serie Netflix Orange Is the New Black appaiono due bottiglie di Anisetta Meletti.